# Hans Ulrich Franck

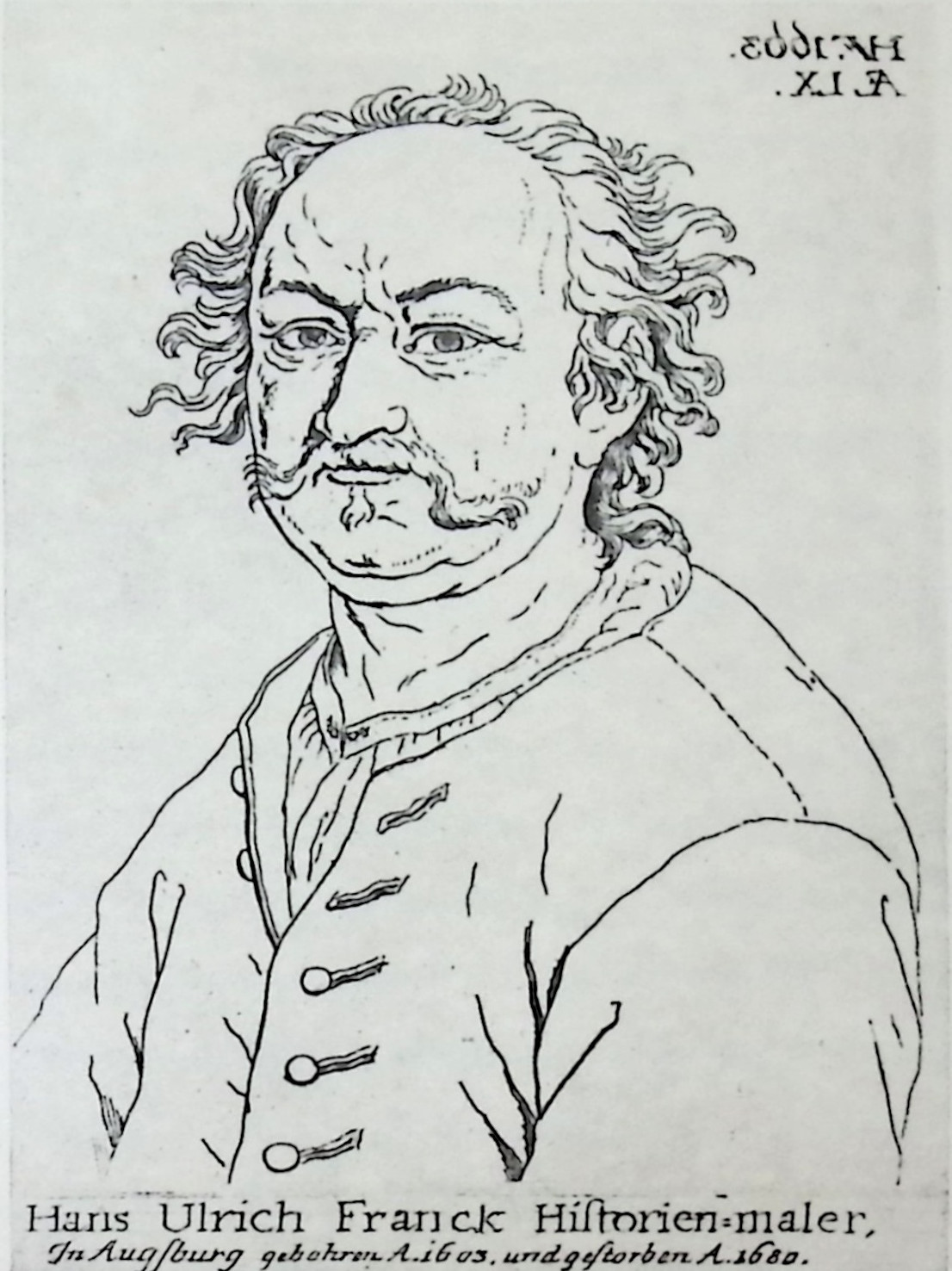
Hans Ulrich Franck

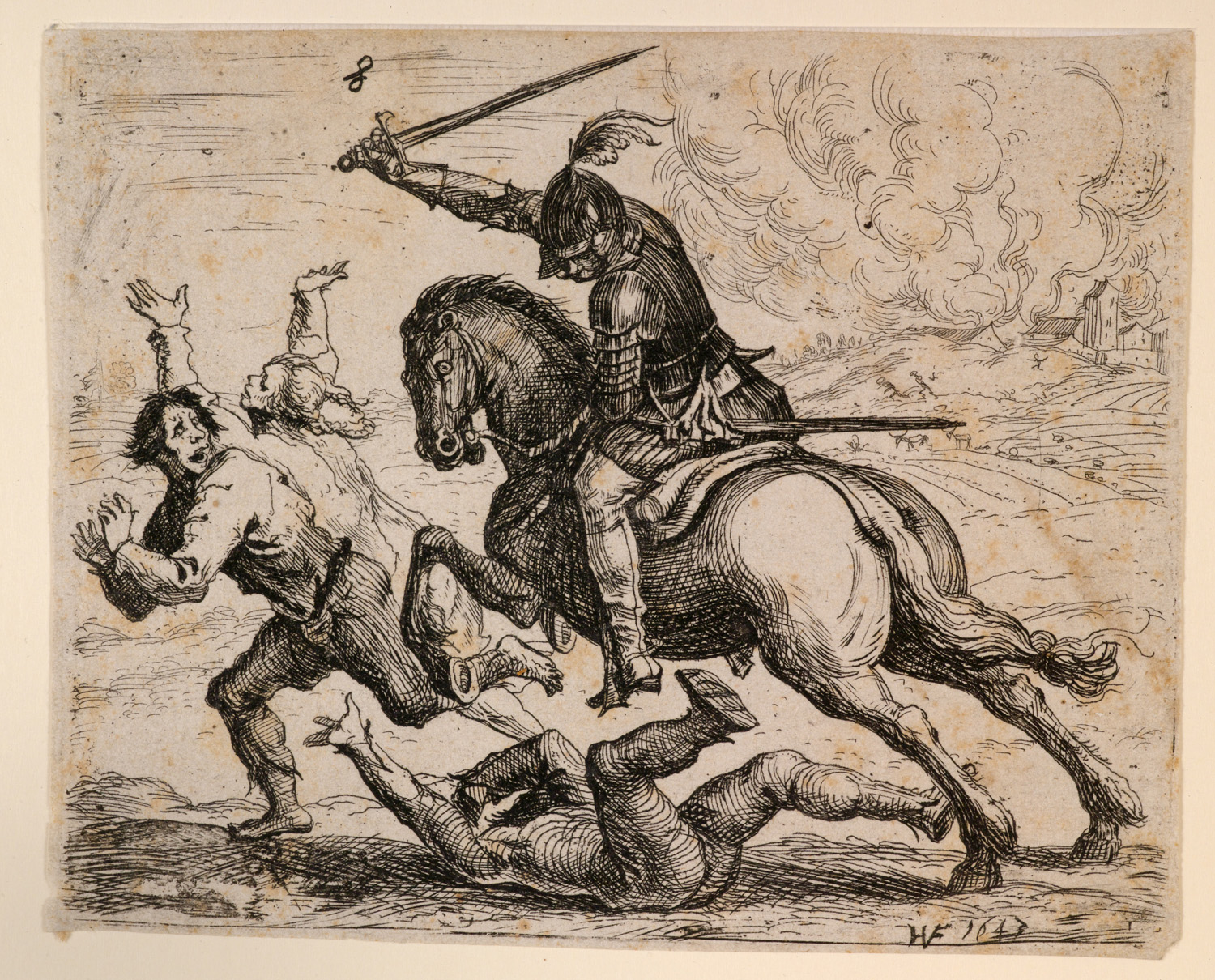
Der geharnischte Reiter, 1643

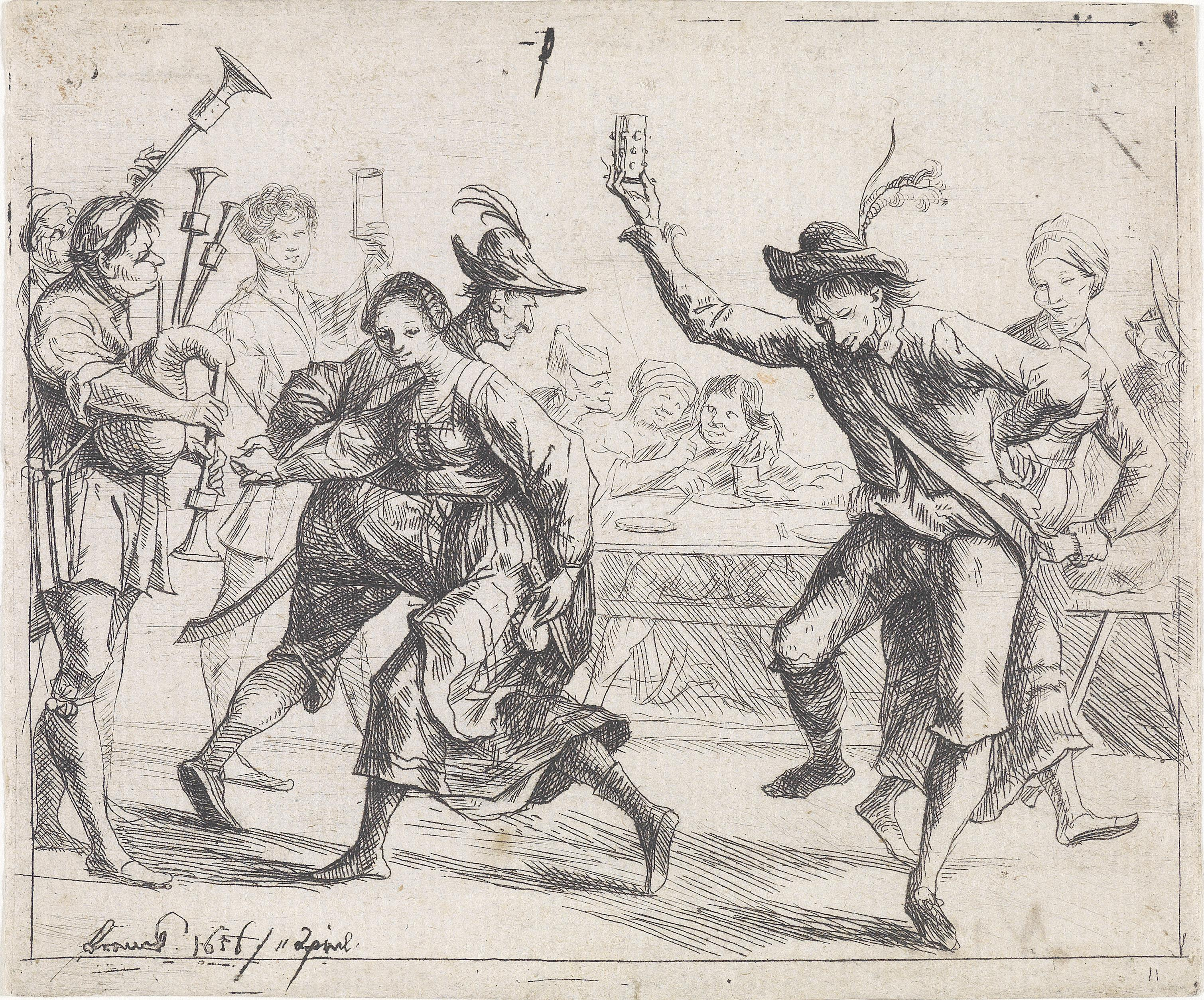
Der Soldatentanz, 1656

Hans Ulrich Franck (* 1590/95 in Kaufbeuren; † Herbst 1675 in Augsburg) war ein deutscher Maler, Zeichner und Radierer.

## Leben
Franck dürfte zwischen 1590 und 1595 geboren sein. Das auf dem Porträtstich von G. Chr. Kilian angegebene Geburtsjahr 1603 kann schwerlich zutreffen, da Franck nach einem Kaufbeurer Ratsprotokollbuch (Kaufbeuren, Stadtarchiv, B 4) 1615 bereits heiratete. 1630 signierte Franck auf einem Altarbild in Kaufbeuren/Oberbeuren als „Mahler und Organist in Kaufbeuren“. Als Witwer mit sieben Kindern übersiedelte Franck 1637 nach Augsburg, wo er am 30. Oktober 1638 trotz mehrfacher Proteste der Malerzunft als „guet Katholischer Meister“ das Bürgerrecht erwarb und dort bis zu seinem Tode im Jahr 1675 lebte.
Sein Vater war der Kaufbeurer Maler, Kirchenpfleger und Stadtbaumeister Daniel Erbe, genannt Franck, geboren 1573, tätig 1603; seine Mutter war Barbara Dieffstötterin, verwitwete Rembold.
Sein Sohn Franz Friedrich Franck (1627–1687) war ebenfalls Maler.

## Werk
Neben weniger bekannten Zeichnungen und Gemälden schuf Franck 1643 und 1655 bis 1656 die 25 Radierungen umfassende Folge Schrecken des Dreißigjährigen Krieges, die ihm den Ruf eines „Grimmelshausen der bildenden Kunst“ eintrug. Über seine künstlerische Herkunft ist nichts bekannt. Stilistisch steht er Johann Heinrich Schönfeld nahe, zu dem er offenbar persönlich in Beziehung stand, unterzeichnete er doch am 29. April 1655 als Bürge von Schönfelds Hochzeit im Hochzeitsamtprotokoll. Schon vor Schönfelds für 1643 belegten Niederlassung finden sich Reflexe von dessen Werk bei Franck. Eine Ausbildung in Holland ist nicht belegt, doch legt eine monogrammierte und auf 1647 datierte Plünderungsszene (aus der Slg. A. Schwarz, Stuttgart, 1931 in Auktion 321 als Nr. 138 bei M. Lempertz, Köln versteigert) die Kenntnis holländischer Malerei im Stil von Jacob Duck oder Maerten Stoop nahe.